# Hennie Marinus
Hennie Marinus (ook Henny Marinus) (Amsterdam, 26 augustus 1938 – aldaar, 2 augustus 2018) was een Nederlandse wielrenner.
Hennie Marinus, fijn gebouwd (klein van stuk en een babyface), komt uit de Jordaan, een Amsterdamse wijk. Hij groeide daar op en stierf daar ook. Zijn familie zit al generaties lang in de vishandel. Als wielrenner reed hij op RIH-fietsen, die in de buurt werden gemaakt.
In 1959 werd Marinus tweede bij de Nederlands kampioenschappen wegwielrennen voor amateurs. Tussen 1960 en 1969 was hij profrenner en reed hij voornamelijk op de baan, omdat daar de verdiensten beter waren. Reden hiervoor was ook een rivaliteitskwestie met mede-wielrenner en clubgenoot van ARC Ulysses, Peter Post, die drie keer bij wedstrijden van Marinus verloor en die hem hierom het leven zuur maakte. Tegelijk zou er achter het masker van de kampioen Post een 'haatdragend en slecht karakter' schuilgaan. In de jaren 1961 en 1962 werd Hennie Marinus steeds derde in de sprint bij de nationale kampioenschappen baanwielrennen. In 1964 behaalde hij achter gangmaker Norbert Koch de titel van Nederlands kampioen in het stayeren op de baan, nadat hij een jaar eerder op deze discipline tweede was geworden. Hij werd in 1967 nog een keer tweede bij het stayeren en in 1968 in de sprint.
Na beëindiging van zijn wielercarrière nam Hennie Marinus de vishandel van zijn familie over. In het boek 25 Sterke Verhalen. Anekdotes uit het cyclisme beschrijft hij de herinneringen aan zijn tijd als wielrenner. Hij kreeg eind jaren ‘90 last van een hersentumor. Toen die tumor verdwenen was ging zijn vrouw Annie dood. In 2012 kwam de tumor weer terug. Hij overleed in 2018 op 79-jarige leeftijd.